# Гуцуляк, Олег Борисович
Оле́г Бори́сович Гуцуля́к (род. 11 июля 1969, Ивано-Франковск) — украинский писатель, культуролог, философ. Живёт и работает в Ивано-Франковске. Член АУП (1996). Кандидат философских наук. доцент. Автор геокультурной концепции Украины как «МезоЕвразии». Представитель т. зв. «станиславского феномена». Один из первых и постоянных авторов журнала «Четверг».

## Биография
Сын известного украинского химика Бориса Гуцуляка. Внук поручика Украинской Галицкой Армии, западноукраинского детского писателя и педагога Михаила Гуцуляка (1888—1946).
Окончил ивано-франковскую среднюю школу № 17 (в 1987 году), филологический факультет Прикарпатского национального университета им. В. Стефаника (в 1993 году, специальность «Украинский язык и литература»). Работал монтажником радиоаппаратуры на заводе «Позитрон», лаборантом в ивано-франковской средней школе № 18, с 1989 года — библиотекарем, главным библиотекарем библиотеки Ивано-Франковского педагогического института имени Василия Стефаника, одновременно — в 1991—1993 годах — учителем украинского языка и литературы в ивано-франковской средней школе № 12.
После окончания заочно в 1993 г. филологического факультета Прикарпатского национального университета имени В. Стефаника защитил дипломную работу «Мифологическая традиция украинского русалья» под руководством известного исследователя-фольклориста, канд.филол.наук, проф. Пушика С. Г. и рекомендован к обучению в аспирантуре. В 2005 г. защитил во Львовском университете диссертацию «Неоязычество как мировоззренческое явление: историко-философский анализ». Автореферат (научный руководитель — проф., доктор филос. наук С. М. Возняк, официальные оппоненты — доктор филос. наук Н. В. Хамитов и канд. филос. наук И.С Захара, ведущая организация — кафедра истории философии Киевского национального университета им. Т. Шевченко).
Кандидат философских наук (2006), доцент кафедры философии и социологии (2016).
С 2006 г. работает на должностях ассистента, с 2009 г. — старшего преподавателя, с 2012 г. — доцента кафедры философии и социологии Прикарпатского национального университета им. В. Стефаника, где для специальностей «Философия» и «Социология» разработал и читает спецкурсы «Философия культуры», «Философская антропология», «Мифология», «Философия мифа», «Историософия искусства (для философов и религиоведов)», «Основы индоевропейского языкознания и компаративистики», руководит написанием и защитой студентами дипломных и бакалаврских работ, магистерских и аспирантских диссертаций.
Одновременно с 1992 г. — главный библиотекарь, 2005 г. — заведующий отделом компьютеризации и автоматизации библиотечных процессов, с 2007 г. — заместитель директора по науке и компьютеризации, с 2016 г. — учёный секретарь Научной библиотеки Прикарпатского национального университета имени Василия Стефаника.
Живёт в Ивано-Франковске.

## Общественная и научная деятельность
С 1988 г. — активист ивано-франковских неформальных организаций: Рок-клуб (РоКлуб) и Общество «Движение», а позже — Народного Движения.
В 1993—1995 — руководитель Информационного Центра УНА-УНСО «УНА-Франковщина», корреспондент львовской газеты «Голос нации», лектор региональных семинаров УНСО.
С 1996 — первый заместитель главного редактора журнала «Плерома», один из его авторов спецвыпуска "Возвращение демиургов: Малая энциклопедия украинской актуальной литературы (МУЭАЛ) (1998 — первое издание, 2002 — второе издание). Член редколлегии антологии русскоязычной литературы Прикарпатья «Ткань и ландшафт» (2003, Ивано-Франковск).
В 2000—2011 — Председатель Группы исследования основ традиции «Mesogaia/Мезогея» (позже преобразовано в Международную ассоциацию «Мезоевразия»), её директор интернет-портала «Thule-Sarmatia».
Председатель Национального Совета Гражданской инициативы «Восточная Фаланга / Falange Orienal».
С 1999 г. — ведущий эксперт общественной организации «Институт проблем региональной политики и современной политологии».
С 2006 г. — директор Института стратегического анализа нарративних систем Благотворительного Фонда «Меценат».
С 2008 г. — ведущий эксперт Бюро этнополитических исследований Восточного Бонапартиського Комитета.
С 2009 г. — член Совета Директоров, Председатель Правления Консалтинговой Формации «Примордиал-Альянс».
С 2011 г. — директор интернет-портала по этноантропологии и политософии «Огонь Прометея» Международной ассоциации «Мезоевразия».
С 2015 г. — научный сотрудник Института развития общества.
Член Крымского геопоэтического клуба, Украинского Традиционалистского клуба, активист международных организаций «Thule-Seminar» i «Інтертрадиціонал / Intertraditionale».
Олег Гуцуляк автор геокультурной концепции "Мезоевразия".
Выступает экспертом-консультантом ряда народных депутатов и руководителей органов местного самоуправления, Всеукраинского объединения «Братство» и ряда других традиционалистских структур Украины, России, Эстонии, Литвы, Беларуси, Болгарии, Испании, Италии и Израиля.
Автор и член редколлегий эзотерического журнала «Апокриф» (Калининград, Россия), альманаха «Кронос» Российского общества по изучению проблем Атлантиды, сборника «Карпатские библиотечно-краеведческие студии» (Ивано-Франковск, Украина).
Репрезентирует себя представителем философской школы эволюционного гуманизма.

## Произведения
Монографии
- 2007 — Поиски заветного царства: миф — текст — реальность (изд-во «Город-НВ», 537 с.)
- 2016 — Философия украинской сущности: социокультурные смыслы алхимии национального бытия (изд-во «Арт Экономи», 253 с.) (в шорт-листе Всеукраинского рейтинга «Книга года’2016» в номинации «Украинская гуманитаристика» )
- 2017 — Тайные короли Святой Руси : миф — история — интерпретация (Saarbrucken, YAM Young Authors’ Masterpieces Publishing / OmniScriptum Publishing Group, 291 с.).
- 2018 — Анти-Дугин : геополитика священного и святого (Saarbrucken, LAP Lambert Academic Publishing, 173 с.).
- 2020 — Антарктида - изначальная родина богов: мифы - поиски - интерпретации (Saarbrucken, вид-во LAP Lambert Academic Publishing, 494 с.).
- 2021  — Феномен китайского миросозерцания : сокрытые истоки и причины. – Івано-Франківськ : Новий Гостинець, 2021. – 200 с., фото. – (Серия «Библиотека Мезоевразии»).

Стихи
- 1996 — «Нумизматика ирия» (этот сборник текстов содержалась в книге «Тетрархия», названной «проект-кассета», в которой под одной обложкой разместились дебютные книги четырёх авторов: Олега Гуцуляка, Владимира Ешкилева, Любомира Клеща и Богдана Козака)
- 1999 — «Птицы и лилии»
- 2002 — «Восстание скифов»
- 2003 — «Поэт и Тиамат: избранное»
- 2018 — «Своеволие ижицы»

Проза
- «Адепт» (роман; в соавторстве с Владимиром Ешкилевым; журнальный вариант — журнал «Современность», 1995, № 1. 2; отдельным изданием — 1997, изд-во «Лилея-НВ»; 2008, изд-во «Книжный клуб»; 2012, изд-во «Фолио»).
- «Предрассветные земли» (повесть-фэнтези; 2014).

Антологии
- 1998 — «Начала»
- 1998 — «Возвращение демиургов»
- 1999 — «Цех поэтов»
- 2003 — «Ткань и ландшафт»
- 2004 — «Из века в век. Украинская поэзия: Стихотворения»
- 2007 — «Пароли и пробуждение»

## Интервью
- Беседа с интертрадиционалистом: Интервью Олега Гуцуляка журнала «Новая Спарта» (2016, № 2, с. 6-20)
- Философ и социолог Олег Гуцуляк о событиях в мире и судьбе малых народов — êzîdîPress Russian Edition (2014)
- «Наше небо — безоблачное, наша правда — в нас …»: Беседа с руководителем Украинской фаланги Олегом Гуцуляком и председателем Галицкой колоны Украинской фаланги Иваном Пелипишаком // Лавриненко И. Русская фаланга. — Львов: Библиотека журнала «Европеец», 2007. — С. 92-98.
- «Мы — офицеры дхармы, джамаат викингов, смотрители Грааля»: Интервью с Олегом Гуцуляком, г. Ивано-Франковск, 2005 г.
- Ожидая на евразийского Махди: Интервью Олега Гуцуляка итальянскому журналу "La Nazione Eurasia 2005, оригинал — (Italian language, https://web.archive.org/web/20071008133506/http://www.lanazioneeurasia.altervista.com/)
- Олег Гуцуляк: Украинские новые правые — наша культурная революция ещё впереди (газ. «Анонс-Контракт», 2004).
- «Поиски заветного царства» Олега Гуцуляка (газ. «Галицкий корреспондент»).